# Brühl (Erfurt)

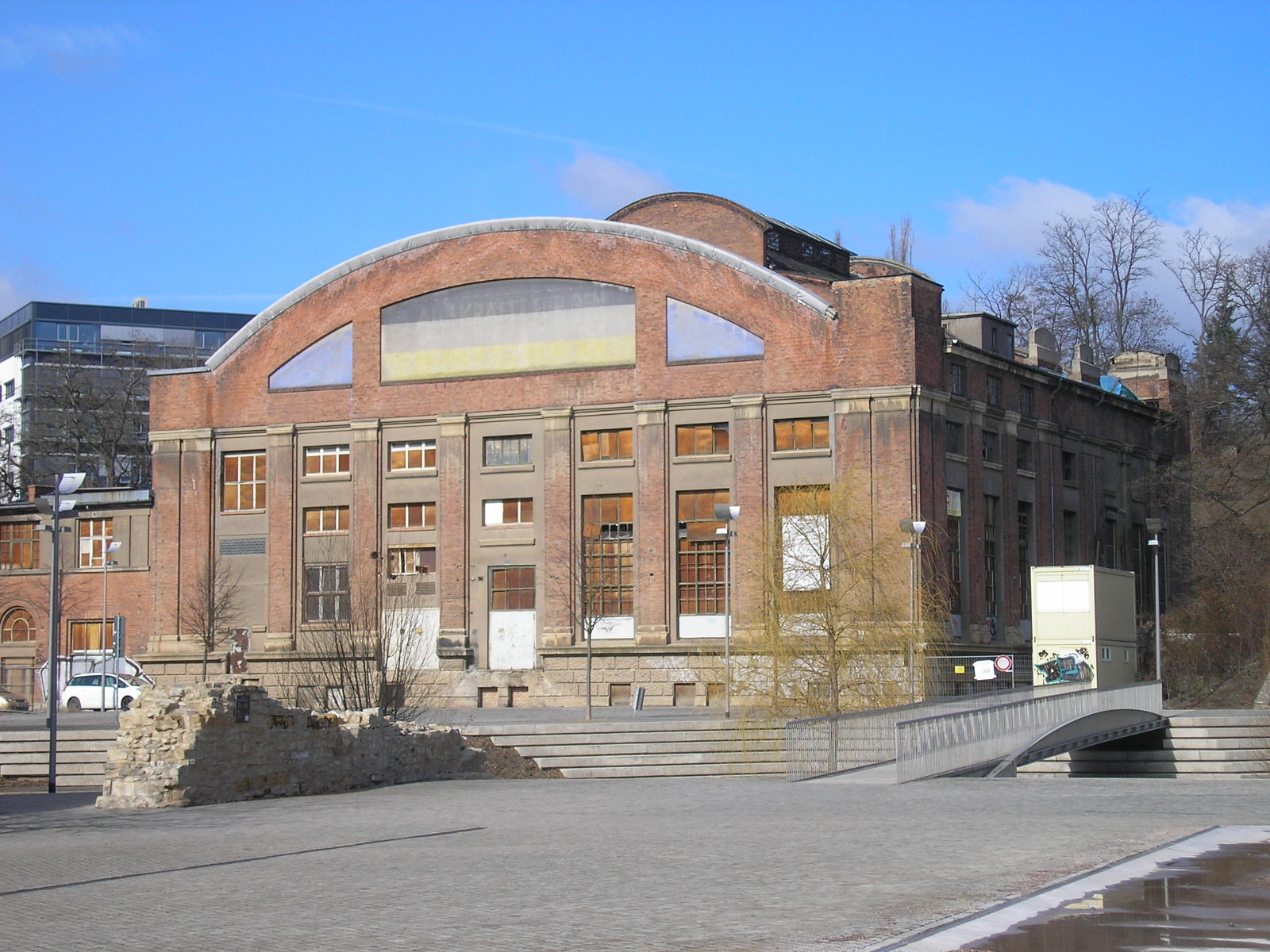
Das ehemalige Heizwerk im nördlichen Brühl blieb über längere Zeit ungenutzt

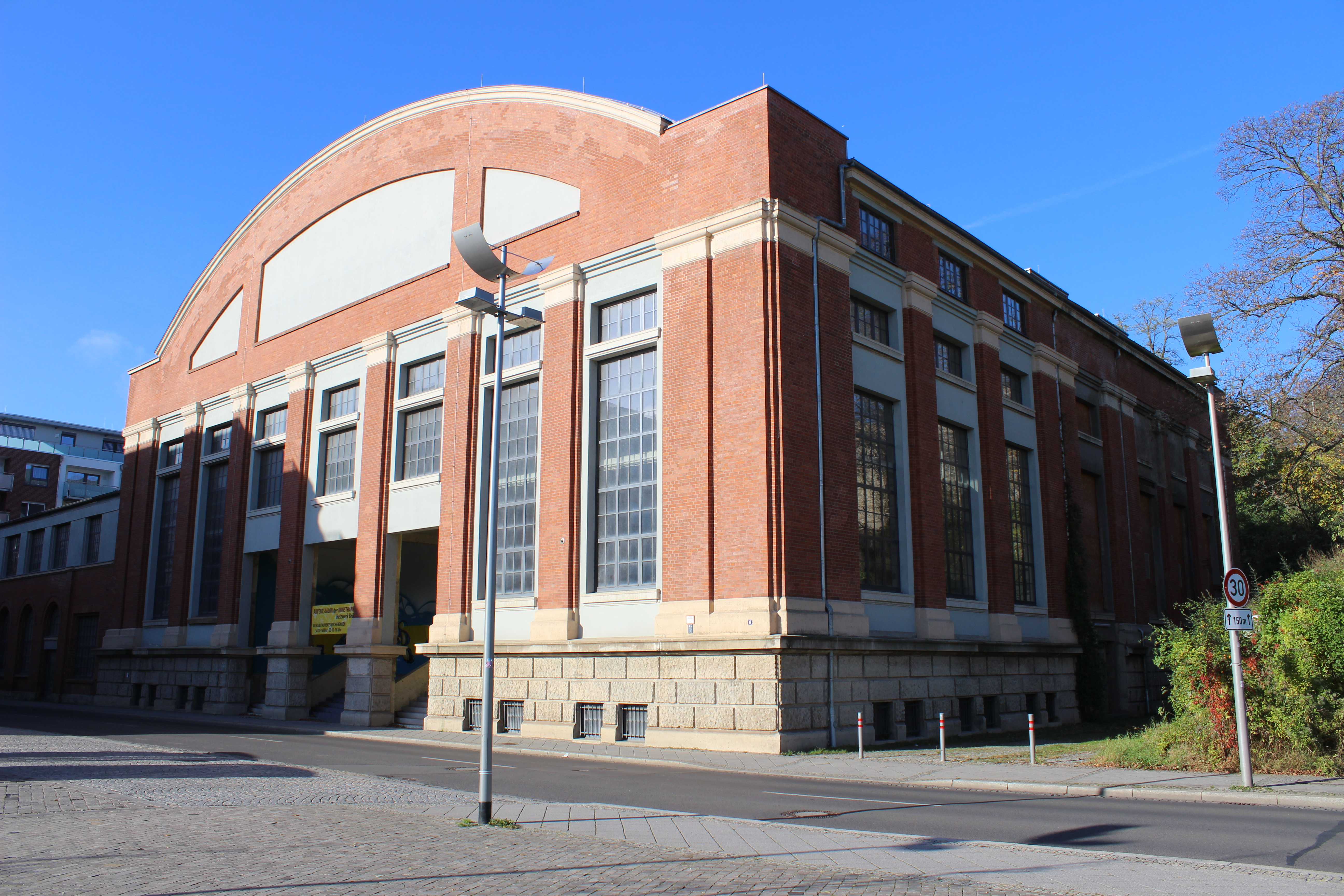
Das alte Heizwerk nach der Sanierung, hier im Jahr 2017

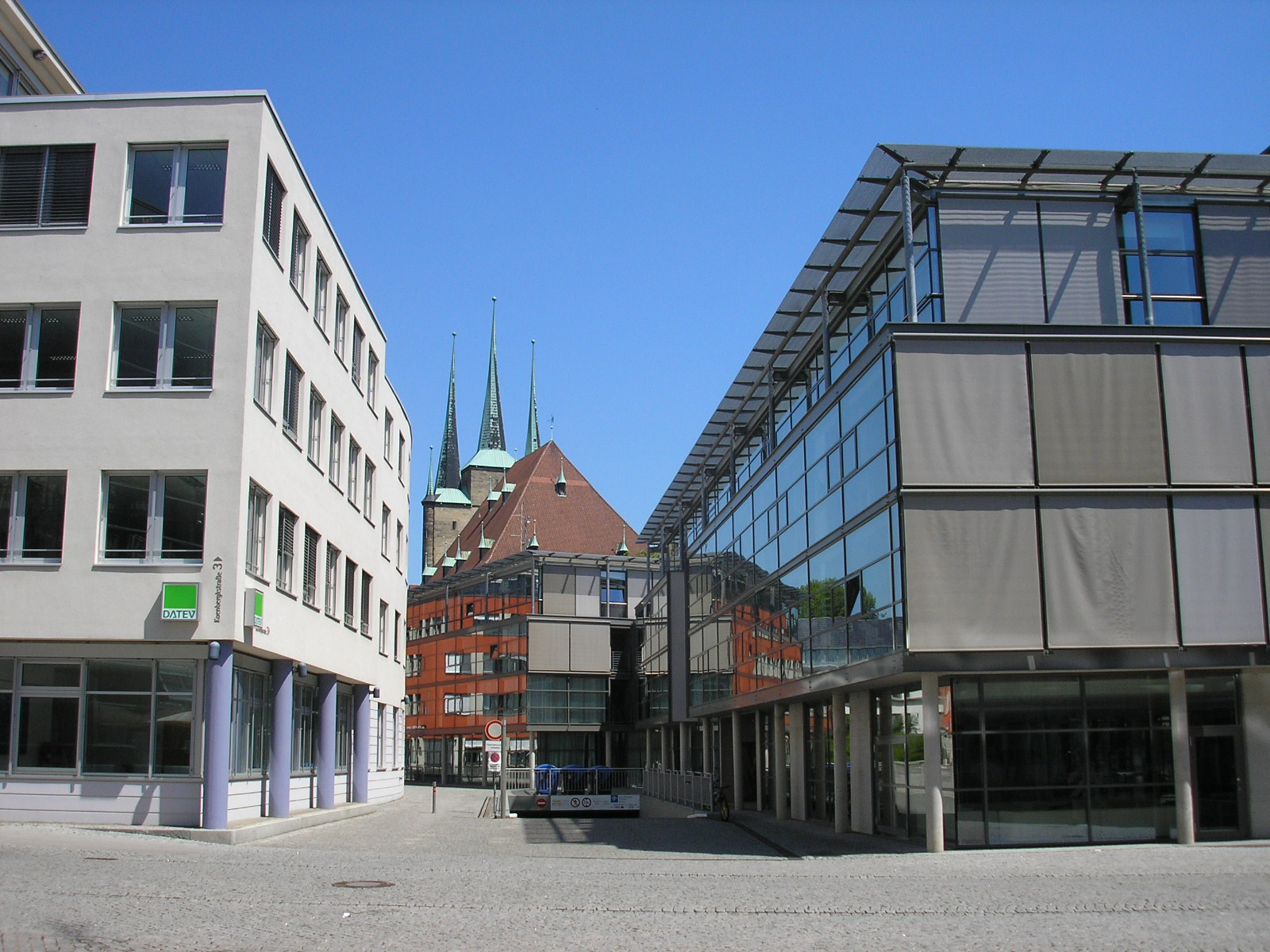
Neubebauung im nördlichen Brühl

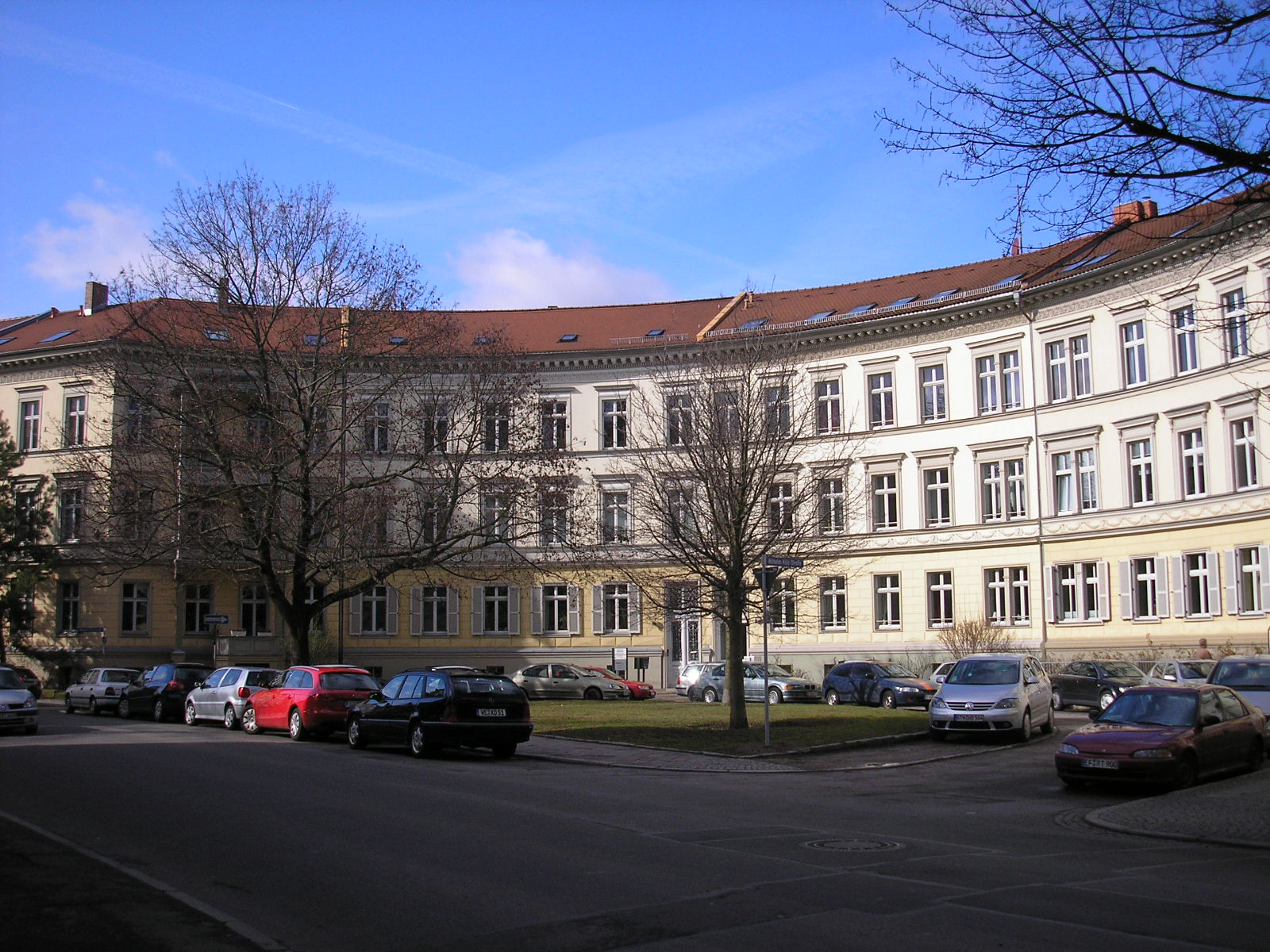
Wohnanlagen aus der Zeit kurz vor der Gründung des Deutschen Reichs im südlichen Brühl (Wilhelm-Külz-Straße)

Das Brühl ist ein Stadtviertel der thüringischen Landeshauptstadt Erfurt, das administrativ zu den Stadtteilen Altstadt (Osten) und Brühlervorstadt (Westen) gehört. Es liegt im Tal der Gera zwischen der ehemaligen inneren (10. Jahrhundert) und der ehemaligen äußeren Stadtmauer (14. Jahrhundert), grob zwischen dem heutigen Gothaer Platz und dem Domplatz.

## Geschichte
Im Brühl lag im Mittelalter der Mainzer Hof, der zum Besitz des Mainzer Erzbischofs gehörte und für ihn bewirtschaftet wurde. Ansonsten war das Brühl von Obstgärten und lockerer Bebauung geprägt.
Als im 19. Jahrhundert die Industrialisierung einsetzte, wurde das Brühl eines der ersten Industriegebiete Erfurts, was sich bis 1990 nicht veränderte. Hier wurden die Optima-Büromaschinen hergestellt und auch das Funkwerk hatte seinen Sitz im Brühl.

## Heutige Bebauung
Mit dem Ende der industriellen Nutzung des 22 Hektar großen Areals ab 1990 wurden die Fabrikgebäude weitgehend abgerissen und für das Brühl eine städtische Nutzung vorgesehen. So wurde dort das neue Theater Erfurt errichtet. Auch das Bundesarbeitsgericht erhielt hier ein neues Gebäude. Schließlich folgte die Wiedereröffnung der Straßenbahnstrecke zwischen Domplatz und Gothaer Platz, die 1978 stillgelegt worden war. Im Brühl liegt auch der Brühler Garten, ein zentraler Park Erfurts.